# 小青脚鹬
小青脚鹬（学名：Tringa guttifer）又名小青腳鷸，为鹬科鹬属的鸟类。主要分布於鄂霍次克海沿岸與印度洋東北沿海地區，但在其間的東北亞至東南亞一帶也有過為數不少的過境紀錄。该物种的模式产地在俄羅斯鄂霍次克。

## 描述
諾氏鷸是一種中等大小的鷸，體長為29—32 cm（11—13英寸），具有略微上翹的雙色嘴，以及相對較短的黃色腿。繁殖期成鳥的上背部呈黑色，並有明顯的白色斑點和光斑；頭部和頸部上方有密集的條紋；下頸部和胸部有寬大的黑色新月形斑點；臉側的羽毛較深。

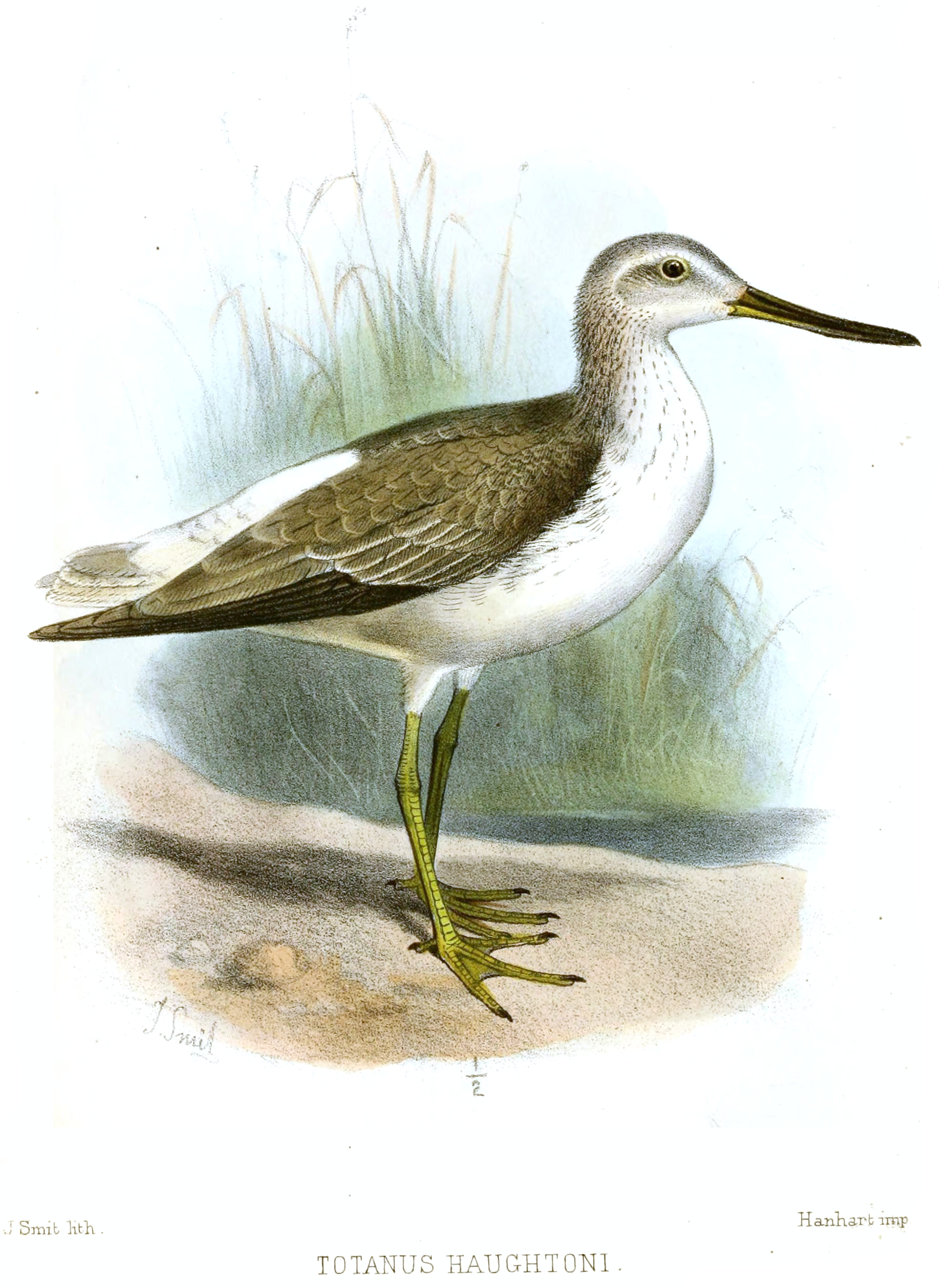

## 分佈
諾氏鷸 在俄羅斯東部的鄂霍次克海的西南部和北部海岸以及庫頁島繁殖。其非繁殖期的分佈尚未完全明瞭，但已在韓國、中國大陸、香港和台灣的遷徙路線上發現了大量個體，冬季則在孟加拉、泰國、柬埔寨、越南和馬來西亞半島有記錄。此外，它在冬季或遷徙期間還曾在日本、北韓、印度、斯里蘭卡、緬甸（這裡可能是其重要的冬季棲地）、新加坡、菲律賓和印尼有記錄。也有來自尼泊爾和關島（美國）的未確認記錄。其總數量可能在500至1,000隻之間。在西澳大利亞的80英里海灘上多次被記錄到，最近在澳大利亞昆士蘭州的凱恩斯濱海大道發現了一隻個體。該鳥被記錄在2020年12月到2021年5月期間在該地過冬。2021年12月中旬，認為可能是同一隻鳥再次回到了凱恩斯濱海大道。到目前為止，該鳥已連續四個季節回到這裡，並在2022年和2023年被定期觀察到。

## 分類
它的分類相對異常，曾被歸類為單型屬Pseudototanus。這是一種瀕危物種，且在Pereira和Baker（2005年）對該屬的研究中未能進行分子分析鷸屬（Tringa）。總體來看，它似乎最接近北美鷸（semipalmata）-小黃腳鷸（flavipes）和小青足鷸（stagnatilis）-赤足鷸（totanus）-鷹斑鷸（glareola）類群，但也與大黃足鷸和青足鷸有一些相似之處。

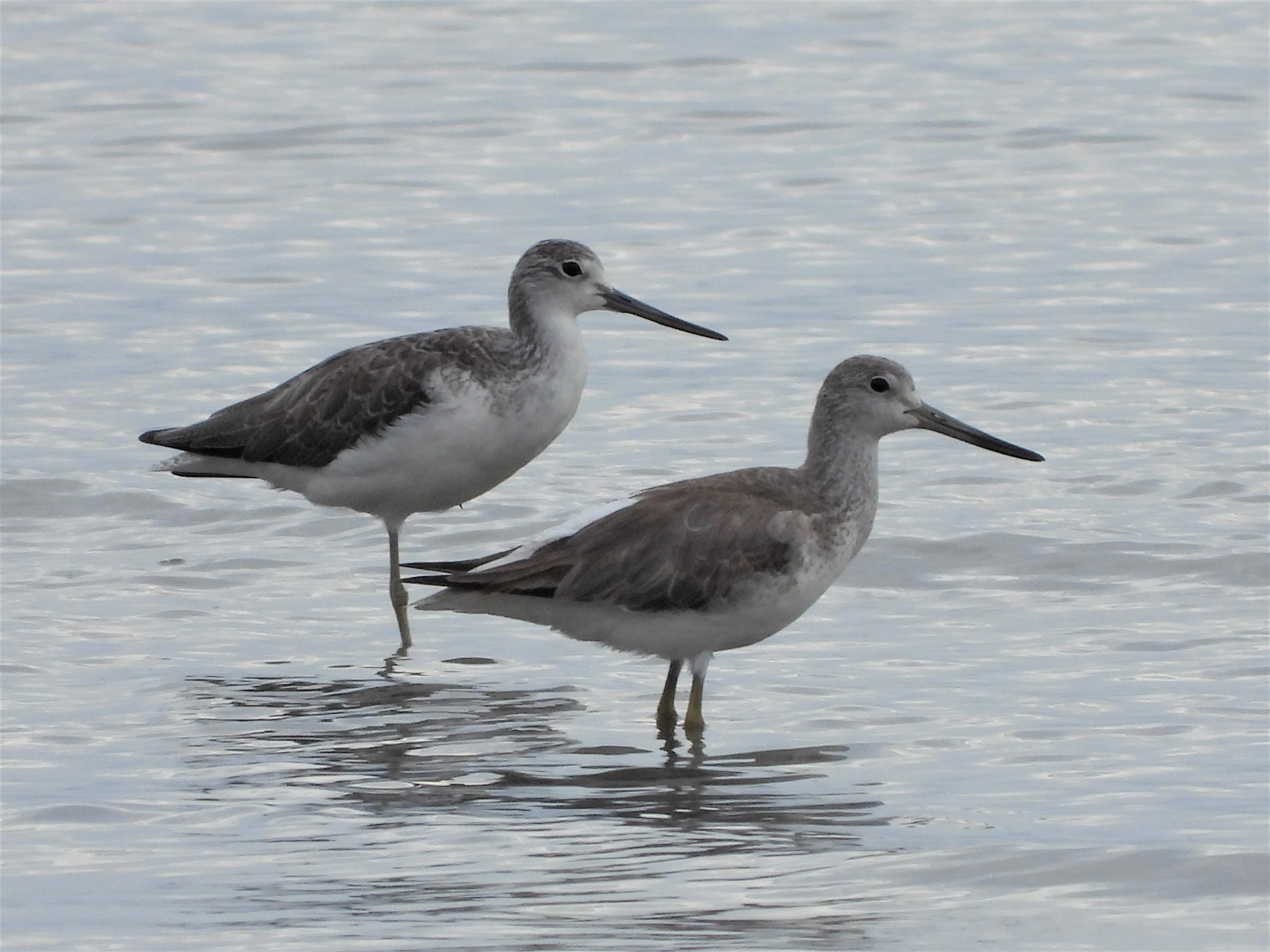
青足鷸和諾氏鷸，凱恩斯, 澳洲

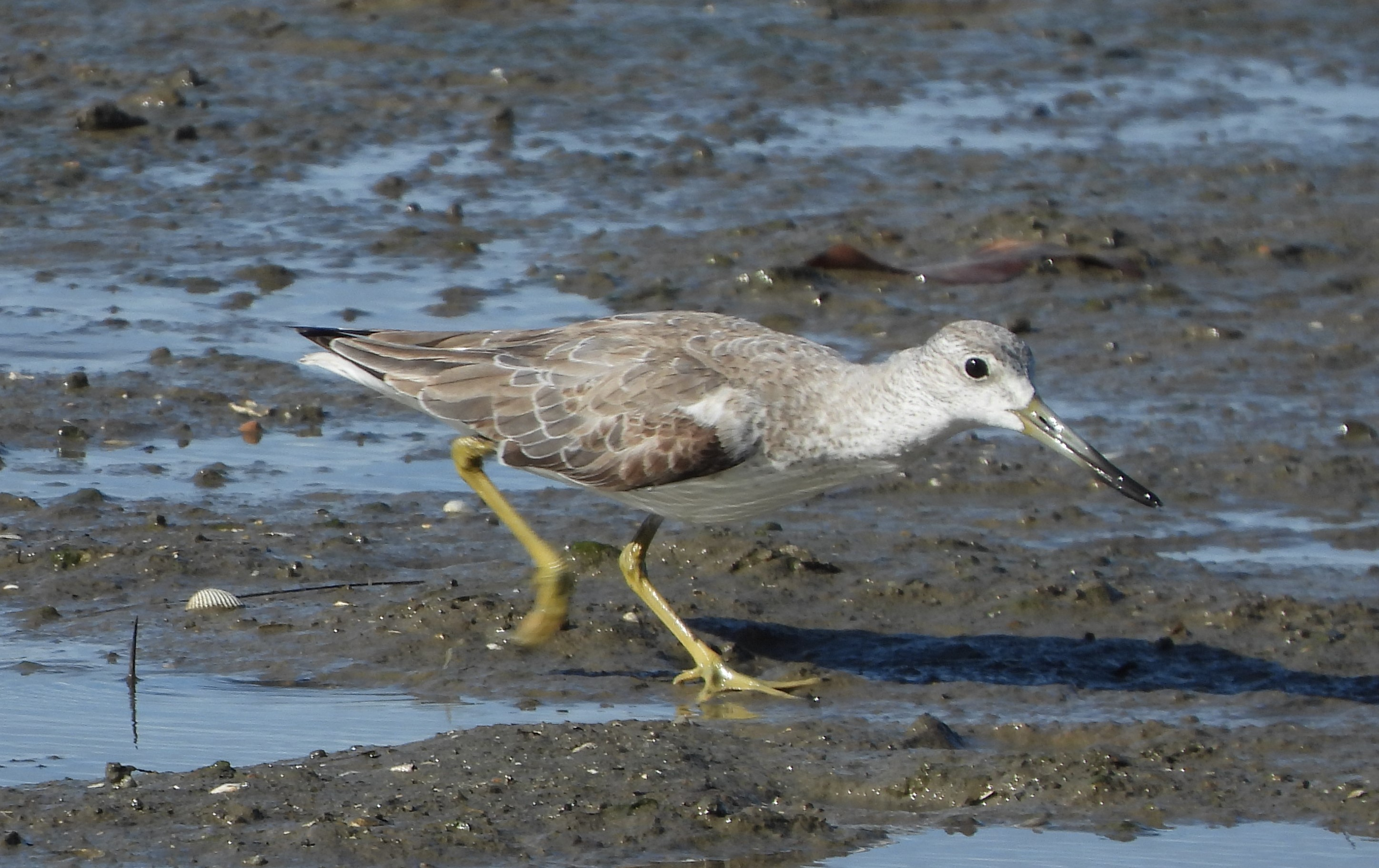
諾氏鷸，凱恩斯, 澳洲

## 保护
- 中国国家重点保护动物等级：一级